# Estación de Maluque
Maluque fue un apeadero ferroviario situado en el término municipal español de Mohernando, en la provincia de Guadalajara, comunidad autónoma de Castilla-La Mancha. En la actualidad las instalaciones están dadas de baja de la línea y no cuentan con servicio de viajeros.

## Situación ferroviaria
La estación se encuentra en el punto kilométrico 73,398 de la línea férrea de ancho ibérico que une Madrid con Barcelona a 718 metros de altitud, entre las estaciones de Yunquera de Henares y de Humanes de Mohernando. El tramo es de vía doble y está electrificado.

## Historia
La estación fue puesta inicialmente en servicio el 5 de octubre de 1860 con la apertura del tramo de 43,376 km entre las estaciones de Guadalajara y Jadraque, dentro de la línea férrea Madrid-Zaragoza por parte de la Compañía de los Ferrocarriles de Madrid a Zaragoza y Alicante o MZA. En la descripción de la instalación figuraba para el servicio exclusivo de la Sra. Marquesa de Casariego, admitiendo viajeros, sin equipaje a facturar. En 1941, la nacionalización del ferrocarril en España supuso la integración de MZA en la recién creada RENFE. 
El 17 de noviembre de 1928 se duplicó la vía en el tramo entre las estaciones de Yunquera de Henares y Humanes de Moherdano y el 15 de mayo de 1979 se completó en vía doble la electrificación en el tramo entre Guadalajara y Baides, tramos al que pertenece la estación.
Desde el 31 de diciembre de 2004 Renfe Operadora explota la línea mientras que Adif es la titular de las instalaciones ferroviarias.

## La estación
El conjunto se encuentra al final del tramo asfaltado de la carretera  GU-198 , a unos 2,5 km del casco urbano de Mohernando, estando el tramo final sin acondicionar. El edificio de viajeros está demolido y quedaba situado a la izquierda de la via en sentido kilometraje ascendente. No existe ninguna otra estructura, salvo los dos antiguos andenes. No existe más mobiliario que unos postes metálicos con el nombre de la estación y las antiguas farolas, ya fuera de servicio. El andén derecho está realizado en tierra sin afirmar.